# 王兆国
王兆国（1941年7月—），汉族，河北丰润人，中国共产党、中华人民共和国政治人物，原副国级领导人。哈尔滨工业大学动力机械系涡轮机专业毕业，工程师。1965年12月加入中國共產黨，是中共第十二至十七届中央委员会委员，第十六届、十七屆中央政治局委员；前后在中共中央高层任职20多年，历经胡耀邦、赵紫阳、江泽民、胡锦涛共四任总书记。在中共十二届五中全会上，以44岁的年纪被增补为中央书记处书记，曾一度被视为是未来中共最高领导职务的接班人。

## 生平

### 早年经历
因为生活所迫，王兆国读书较晚，到二十岁时才有机会进入大学校门。1961年，王兆国和中共第十六、十七届中央政治局常委李长春成为了哈尔滨工业大学的校友，入读动力机械系涡轮机专业，而李长春则在电机系学习。受文革的影响，已经毕业两年的王兆国和其他同学一样，直到1968年才被分配工作，来到位于湖北十堰地区的中国第二汽车制造厂（简称“二汽”），在其下属车桥厂担任技术员。
在“二汽”工作的前十年时间里，王兆国历任车桥厂共青团委副书记、二汽总厂团委书记，总厂党委常委、厂政治部副主任兼车箱厂党委第一书记等职；还曾兼任过“二汽”所在城市——十堰市的中共市委常委。

### 进入中央
改革开放初期，中共人事政策的调整，年轻、懂专业技术的王兆国很快被提拔为第二汽车制造厂副厂长、兼党委书记。除了业务过硬之外，王兆国“政治可靠”的突出表现是在“批邓、反击右倾翻案风”的运动中，拒绝在其主管的车箱厂组织“批邓”活动。1980年，当邓小平到“二汽”视察时，该厂的主要负责干部特别强调了当年王兆国的政治觉悟。 
在受到邓小平的赏识后，王兆国被拔擢速度更快了。在1982年9月召开的中共十二大上，41岁的王兆国当选为中央委员会委员，成为当时最年轻的中央委员；两个月后，出任省部级正职的共青团中央书记处第一书记、兼中央团校校长；1984年，转任中共中央办公厅主任。在这期间，胡锦涛、温家宝都曾先后做他的副手。
在任职中共中央办公厅主任时，王兆国受到了胡耀邦、乔石等人的赞许。在1985年9月召开的中共十二届五中全会上，以44岁的年龄和乔石、田纪云、李鹏、郝建秀等一同被任命为中央书记处书记，成为中国共产党的高级领导人；也因此，王兆国曾一度被视为未来中共党务工作的理想接班人选。
在任内兼任中共中央整党工作指导委员会委员的王兆国曾试图要把“端正党风”、“廉洁自律”的工作，从党内高层抓起；特别是在“取消中央领导人生活‘特供’”的议题上，引发了退休元老们的强烈反弹。在任职两年后，王兆国便不再兼任中办主任的职务，由副手温家宝接任；但依然保留了中央直属机关工委书记职务，继续负责中共中央各部委的党务工作。同时，在1984年也兼任中日友好21世纪委员会首席委员，负责对日关系。
关于王兆国被去职的原因，一种理论认为胡耀邦的团派力量被分散到各地来消除其影响，当北京的政治风向在80年代末期逐渐转向保守时，他的仕途就连带着遭了泱。1987年，时任中共中央总书记胡耀邦下台，团派力量被分派到各地，王兆国因此被外放到福建省担任省长，离开了中央权力核心。在任福建省长期间，王兆国成为后来担任中共中央总书记的习近平（时任中共宁德地委书记）的上级。3年后（1990年11月），王兆国被调回北京，出任国台办主任。1992年，中共十四大后，王兆国被安排出任中共中央统战部部长；并在次年3月的全国政协选举中，当选第八届全国政协副主席，重新回到了“党和国家领导人”的位置上来。1998年，王兆国连任了第九届全国政协副主席，排名上升到第3位。
2002年11月15日，在中共十六届一中全会上，王昔日的副手们——胡锦涛、温家宝等人，纷纷晋升中央政治局常委；然而，时年61岁的王兆国才刚刚当选中共中央政治局委员。在一个月后的召开的中华全国总工会十三届五次执委会上，王兆国接替了尉健行出任全国总工会主席；2003年3月，又当选为第十届全国人大常委会排名第一位的副委员长，成为吴邦国的副手。2007年10月22日，王兆国在中共十七届一中全会上连任中共中央政治局委员，并在2008年3月召开的十一届全国人大一次会议上王兆国连任全国人大常委会副委员长。2008年10月17日，中国工会十五大在北京开幕，王兆国主持开幕式。同年10月19日，大会选举产生中华全国总工会第十五届执行委员会和经费审查委员会。10月20日，中华全国总工会第十五届执行委员会第一次全体会议选举王兆国为主席。
2012年11月13日，71岁的王兆国在中共十八届一中全会后卸任中共中央政治局委员，并于2013年3月举行的十二届全国人大一次会议后卸任全国人大常委会副委员长，以国家级副职領導人級別届满退休。

## 家庭
- 妻子：高秀芝。
  - 儿子：王新亮，又名王新宇。2014年4月有媒体报道，王新亮卷入多个重大案件被有关部门正式拘押调查，但这些报道至今未被官方证实[1]。
- 外甥女：杨欣。